# Hyptis alata
Hyptis alata là một loài thực vật có hoa trong họ Hoa môi. Loài này được (Raf.) Shinners mô tả khoa học đầu tiên năm 1962.